# 亚历山大·希尔绍夫
亚历山大·谢尔盖耶维奇·希尔绍夫（俄语：Александр Сергеевич Ширшов，1972年8月25日—），俄罗斯男子击剑运动员。他曾获得1992年夏季奥运会击剑比赛男子佩剑团体金牌。他在该届奥运会也参加了个人小项，获得第13名。